# Войлоково
Войлоково — деревня в Городецком районе Нижегородской области России. Входит в состав Зиняковского сельсовета.

## География
Находится в центральной части региона, по административной границе с городским округом Бор, по правому берегу реки Санда, примерно в 32 километрах (по шоссе) от райцентра.
Высота центра селения над уровнем моря — 69 м.
На 2018 год в селении улиц и переулков не числится.
Климат
Климат Городецкого района умеренно континентальный. Средняя температура воздуха самого холодного месяца — января −12 °C, самого теплого — июля +19 °C. Средняя продолжительность безморозного периода длится около 146 дней. Количество осадков колеблется между 450 и 550 мм в год.

## Население
| 2002 | 2010 |
| ---- | ---- |
| 5    | ↘3   |

## Инфраструктура
Личное подсобное хозяйство.

## Транспорт
Стоит у шоссе «Городец — Зиняки — Кантаурово». Остановка общественного транспорта «Войлоково».
Просёлочная дорога, вдоль русла реки Санда, до деревни Ступино.